# Poolbillard-Panamerikameisterschaft 2013
Die Poolbillard-Panamerikameisterschaft 2013 war die 15. Austragung der vom amerikanischen Billardverband CPB veranstalteten Kontinentalmeisterschaft im Poolbillard. Die Wettbewerbe in den Disziplinen 8-Ball und 10-Ball fanden in Argentinien statt, die 9-Ball-Wettbewerbe auf Bonaire.

## Medaillengewinner
| Disziplin            | Gold               | Silber           | Bronze           |
| -------------------- | ------------------ | ---------------- | ---------------- |
| Herren – 8-Ball      | Jalal Yousef       | Ariel Casto      | Enrique Rojas    |
| Herren – 9-Ball      | Jalal Yousef       | Frailin Guanipa  | Cristian Aguirre |
| Herren – 10-Ball     | Alejandro Carvajal | Jalal Yousef     | Enrique Rojas    |
| Damen – 8-Ball       | Mirjana Grujicic   | Carlynn Sánchez  | Nataly Camacho   |
| Damen – 9-Ball       | Adriana Villar     | Johanna Espinoza | Carlynn Sánchez  |
| Damen – 10-Ball      | Mirjana Grujicic   | Soledad Ayala    | Johanna Espinoza |
| Junioren – 9-Ball    | Gerson Martinez    | Ignacio Block    | Janiro Chatlein  |
| Juniorinnen – 9-Ball | Julieta Block      | Daniela Catalan  | Maria Diaz       |